# Emilio Nsue
Emilio Nsue López, ou simplesmente Emilio Nsue, (Palma de Maiorca, 30 de setembro de 1989) é um futebolista espanhol naturalizado guinéu-equatoriano que atua como atacante ou ala. Atualmente, defende o Intercity e a Seleção Guinéu-Equatoriana.

## Carreira em clubes
Nsue jogou nas categorias de base do Atlético Baleares antes de chegar ao Mallorca em 2004, defendendo inicialmente o time B. Em fevereiro de 2008, disputou seu primeiro jogo na equipe principal ao entrar nos minutos finais do empate por 1 a 1 com o Villareal. Vinculado aos Bermellones até 2014, defendeu Castellón e Real Sociedad por empréstimo entre 2008 e 2010.

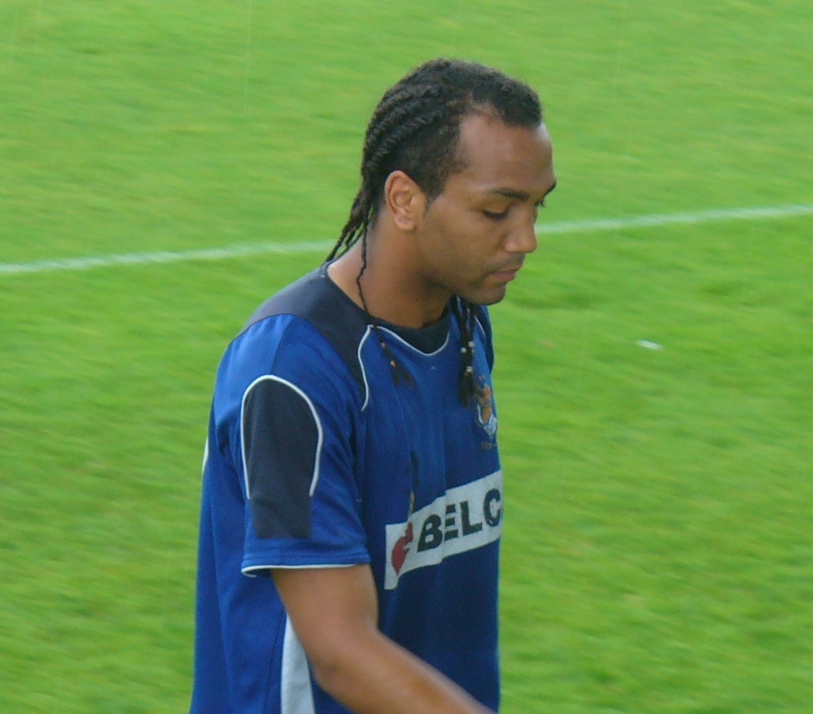
Nsue durante um treino da Real Sociedad em 2010.

Jogou também por Middlesbrough, Birmingham City (Inglaterra), APOEL, Apollon Limassol (Chipre) e Tuzla City (Bósnia e Herzegovina) antes de voltar ao futebol espanhol em 2022 para defender o Intercity, clube da terceira divisão nacional.

## Carreira internacional
Nsue, que chegou a representar as seleções de base da Espanha entre 2005 e 2009 - foi campeão da Eurocopa Sub-19 em 2007, da Eurocopa Sub-21 em 2011 e medalhista de ouro nos Jogos do Mediterrâneo de 2009 - recusou inicialmente jogar pela Guiné Equatorial na Copa das Nações Africanas de 2012, aguardando uma convocação para os Jogos Olímpicos, mas ele não foi incluído na lista da Fúria.

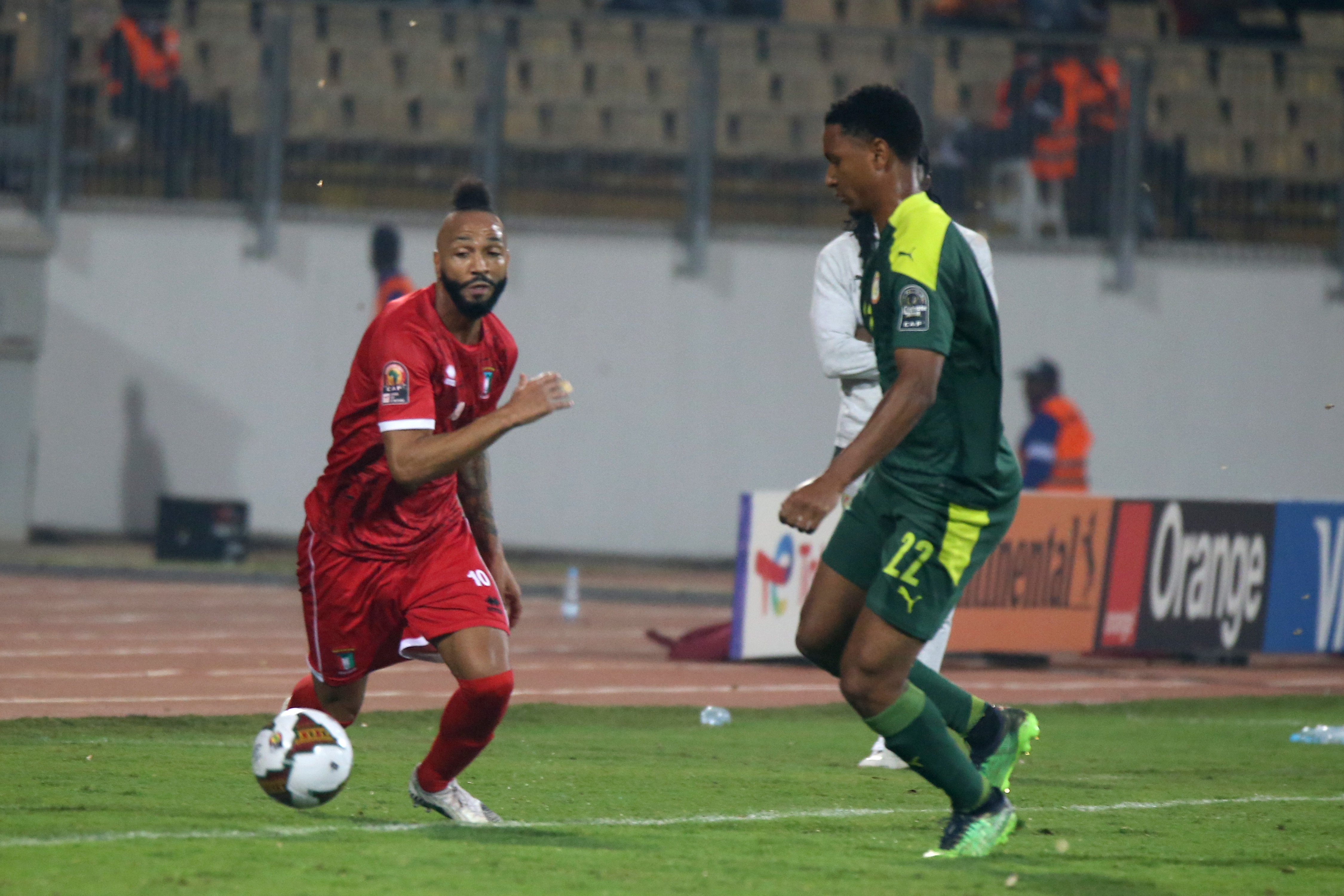
Nsue (esquerda) na Copa das Nações Africanas de 2021.

Em março de 2013, decidiu representar a Nzalang Nacional e estreou pela seleção em um amistoso não-oficial com o Benin, jogando 45 minutos e sendo ainda o capitão do time. Ele ainda marcou um hat trick na vitória por 4 a 3 sobre Cabo Verde, pelas eliminatórias da Copa de 2014, mas a FIFA reverteu o resultado para 3 a 0 a favor dos Tubarões Azuis ao descobrir que Nsue jogara de forma irregular (a Federação Guinéu-Equatoriana de Futebol não havia apresentado o documento que oficializava a mudança de nacionalidade do atacante a tempo).
Pela Seleção Guinéu-Equatoriana, disputou as Copas Africanas de 2015, 2021 e 2023 - nesta última, foi o artilheiro (5 gols) e escolhido para o time ideal da competição, mas foi suspenso pela FEGUIFUT após se envolver em "vários episódios de indisciplina grave". O atacante se defendeu em uma live em seu instagram, acompanhado por Iván Salvador (também suspenso), e chamou vários dirigentes de "cancerígenos" e "corruptos"
Declarado novamente inelegível pela FIFA em maio de 2024, Nsue foi acusado de usar um passaporte guinéu-equatoriano falsificado que mostrava Malabo (capital do país) como sua cidade natal em vez de Palma de Mallorca, além de nunca ser considerado apto para defender a Nzalang Nacional em sua carreira. Ele ainda recebeu mais 6 meses de suspensão de partidas internacionais.
Em março de 2025, a FIFA aceitou o pedido de Nsue em mudar sua nacionalidade, tornando-o oficialmente apto a representar a Guiné Equatorial em jogos oficiais.

## Títulos
Espanha Sub-19
- Eurocopa Sub-19: 2007[24]

Espanha Sub-20
- Jogos do Mediterrâneo: 2009

Espanha Sub-21
- Eurocopa Sub-21: 2011

## Prêmios individuais
- Seleção do Campeonato Africano das Nações: 2023[25]

## Artilharias
- Campeonato Africano das Nações de 2023: (5 gols)[26]